# Nouveau Front populaire
Der Nouveau Front populaire (NFP, auf Deutsch teilweise übersetzt als „Neue Volksfront“) ist ein linkes politisches Wahlbündnis in Frankreich. Es wurde im Juni 2024 gegründet, kurz vor der vorgezogenen Parlamentswahl, aus der es nach dem zweiten Wahlgang am 7. Juli 2024 überraschend als Wahlsieger hervorging. Mitglieder des NFP sind mit der Sozialistischen Partei, La France insoumise, Les Écologistes und der Französischen Kommunistischen Partei alle führenden linken Parteien inklusive derer kleineren Partnern. In der Nationalversammlung bildete sich im Anschluss jedoch keine gemeinsame Fraktion.

## Geschichte
Vor der Parlamentswahl im Juni 2022 schlossen linke politische Kräfte in Frankreich ein Wahlbündnis und nannten es Nouvelle union populaire écologique et sociale (NUPES). Jean-Luc Mélenchon hatte dieses Bündnis initiiert. NUPES erhielt 25,7 % der Stimmen (plus 0,2 Prozentpunkte), Ensemble erhielt 25,8 % (minus 6,5 Prozentpunkte) und RN 18,7 %. NUPES erhielt mehr als doppelt so viele Mandate wie 2017, als die Parteien getrennt antraten.
NUPES versuchte erfolglos, in der Nationalversammlung in einer gemeinsamen Fraktion zusammenarbeiten.
Am Abend des 9. Juni 2024, dem Tag der Europawahl 2024, löste Staatspräsident Emmanuel Macron die Nationalversammlung auf und kündigte eine Neuwahl (erste Runde am 30. Juni und zweite Runde am 7. Juli 2024) an. Die Frist zur Aufstellung der Kandidaturen in den Wahlkreisen lief nur wenige Tage; die Parteien waren dadurch gefordert, sich schnell auf Wahlbündnisse zu einigen.
Am 13. Juni 2024 gaben die oben genannten Parteien eine Einigung bekannt und gründeten das Wahlbündnis Nouveau Front populaire (deutsch Neue Volksfront). Der Name erinnert an die linksgerichteten Front-populaire-Regierungen in den 1930er Jahren.
In allen 577 Wahlkreisen wollte man sich bereits im ersten Wahlgang auf einen gemeinsamen Kandidaten einigen, um im französischen Mehrheitswahlrecht (siehe Politisches System Frankreichs) möglichst viele Wahlkreise zu gewinnen.
NFP stellte ein Programm mit Kernpunkten einer gemeinsamen Regierung vor: man wolle die von Macron durchgesetzte Rentenreform rückgängig machen, den Mindestlohn erhöhen und Preise für Grundnahrungsmittel deckeln. Die militärische Unterstützung der Ukraine soll fortgesetzt werden.
Anders als NUPES steht NFP nicht unter der Führung von La France insoumise (FI), sondern wird von den Beteiligten kollektiv geleitet. Dies hing auch damit zusammen, dass die Sozialistische Partei bei der Europawahl 13,8 % der Stimmen erhielt – deutlich mehr als FI (9,87 %), Ecologistes (5,47 %) und PCF (2,37 %).
Bei den Wahlen im Juli 2024 traten die Kandidaten des NFP unter der Klassifizierung Union de la gauche an. Diese Nuance wurde für das Wahlbündnis eingerichtet. Das linke Wahlbündnis erreichte im zweiten Wahlgang einen überraschenden Wahlerfolg und gewann mehr Wahlkreise für sich als das bürgerliche Bündnis Ensemble pour la République von Emmanuel Macron als auch der rechtsextreme Rassemblement National. Mit einem Sieg in 178 der 577 Wahlkreise entspricht dies 31 % der Sitze im neuen Parlament. Im Vorfeld des zweiten Wahlgangs hatte sich der Nouveau Front populaire mit Ensemble pour la République in vielen Wahlkreisen dazu verständigt, den schlechter platzierten Kandidaten zurückzuziehen, wenn dies bessere Chancen gegen einen Konkurrenten aus dem Lager des Rassemblement National bieten würde. Auf diese Weise gelang es vielerorts, Wahlsiege der Rechten zu verhindern, auch wenn der RN landesweit ebenso wie bereits im ersten Wahlgang die meisten Stimmen erhielt.
In der neu gewählten Nationalversammlung bildeten die Abgeordneten des Nouveau Front populaire keine gemeinsame Fraktion, sondern führten die vier Fraktionen aus der vorherigen Legislaturperiode fort. Zusammengezählt gehören diesen Fraktionen 193 Abgeordnete an.

## Mitglieder
| Partei                                   | Partei | Partei                                                       | Abkürzung |
| ---------------------------------------- | ------ | ------------------------------------------------------------ | --------- |
| Parti socialiste und Verbündete          |        |                                                              |           |
|                                          |        | Parti socialiste Sozialistische Partei                       | PS        |
|                                          |        | Place publique                                               | PP        |
| La France insoumise und Verbündete       |        |                                                              |           |
|                                          |        | La France insoumise                                          | LFI       |
|                                          |        | Ensemble!                                                    | E!        |
|                                          |        | Picardie debout                                              | PD        |
|                                          |        | Parti de Gauche Partei der Linken                            | PG        |
|                                          |        | Révolution écologique pour le vivant                         | REV       |
|                                          |        | Pour une écologie populaire et sociale                       | PEPS      |
|                                          |        | Gauche écosocialiste                                         | GES       |
|                                          |        | Gauche démocratique et sociale                               | GDS       |
| Les Écologistes und Verbündete           |        |                                                              |           |
|                                          |        | Les Écologistes                                              | EELV      |
|                                          |        | Génération.s                                                 | Gs        |
| Parti communiste français und Verbündete |        |                                                              |           |
|                                          |        | Parti communiste français Französische Kommunistische Partei | PCF       |
|                                          |        | Gauche républicaine et socialiste                            | GRS       |
|                                          |        | L'Engagement                                                 | L'E       |
|                                          |        | Mouvement républicain et citoyen                             | MRC       |
|                                          |        | Les Radicaux de gauche                                       | LRDG      |
| Sonstige                                 |        |                                                              |           |
|                                          |        | Allons enfants                                               | AE        |
|                                          |        | Nouvelle Donne                                               | ND        |
|                                          |        | Union démocratique bretonne                                  | UDB       |

## Reaktionen in Frankreich

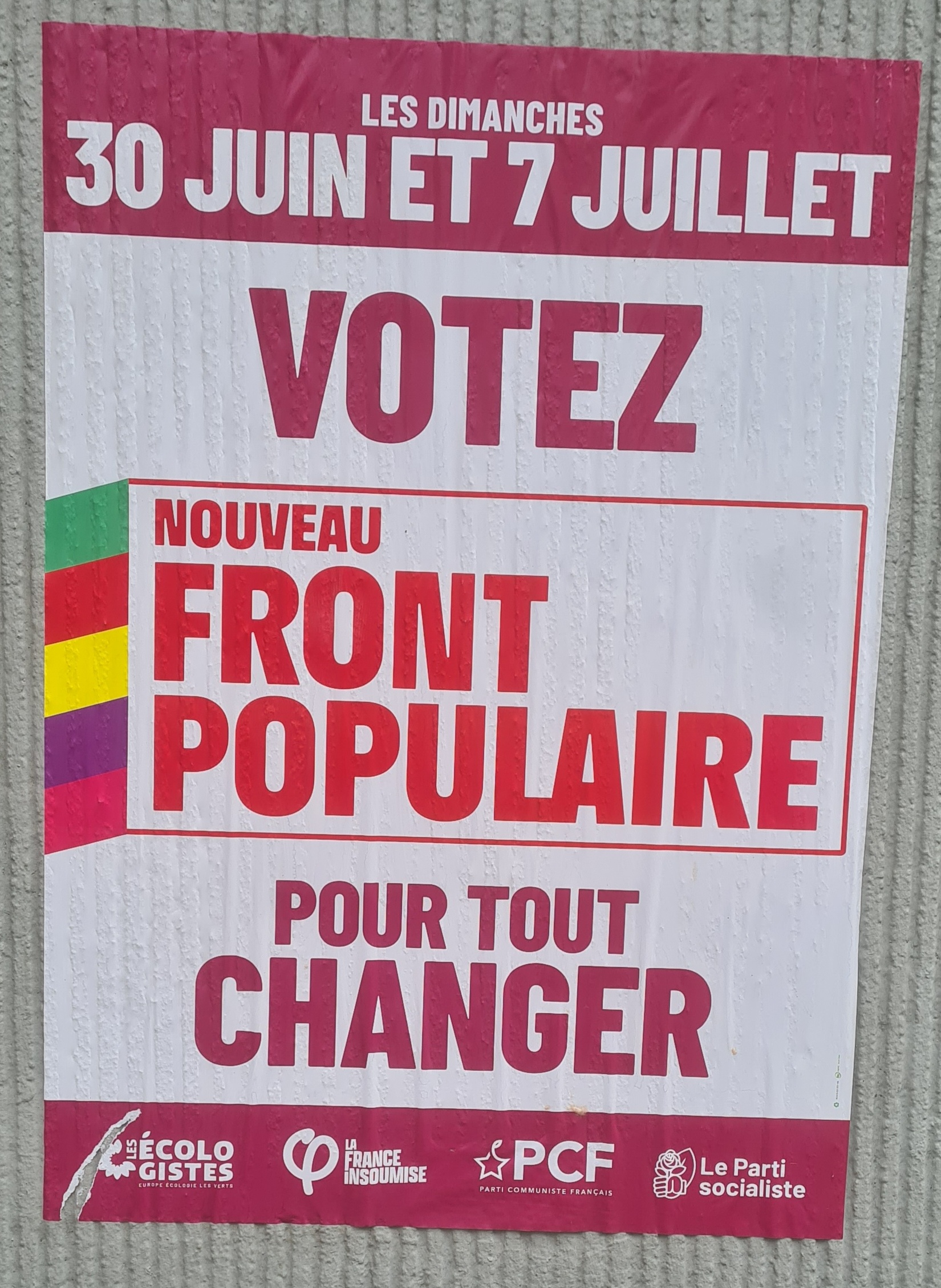
Plakat der Neuen Volksfront

### Die Linke
Am 11. Juni 2024 lehnte Kamel Chibli, Vizepräsident der Region Okzitanien, dieses Abkommen ab und brachte den Vorwurf auf, es sei wie das vorherige Bündnis NUPES und „politischer Unsinn“.
Am gleichen Tag kritisierten die ehemaligen Premierminister Manuel Valls und Bernard Cazeneuve, die bereits 2022 NUPES-Gegner waren, das Abkommen. Valls nannte es einen „politischen und moralischen Fehler“ und Cazeneuve nannte es einen Verrat „am Erbe von Blum“.
Léon Blums Urenkel Antoine Malamoud hielt dies für „ein sehr unvorsichtiges Wort von Bernard Cazeneuve“ und prangert eine Monopolisierung der Figur seines Urgroßvaters an, welche die historische Realität ignoriere.
In einem Interview mit BFM TV zwei Tage später erklärte er: „Die Front populaire von 1936 war hybrid. Ich meine, die Positionen der extremen Linken der Parti socialiste von Marceau Pivert [...] und der Parti radical de gauche waren genauso gegensätzlich, wenn nicht sogar noch widersprüchlicher, als die Positionen von Raphaël Glucksmann und von La France insoumise.“
Am 12. Juni veröffentlichte der ehemalige Minister Pierre Joxe auf seinem Blog eine Erklärung, in der er „die heutigen linken Parteien unterstützte, die wiederum von zahlreichen großen und kleinen demokratischen und gewerkschaftlichen Organisationen unterstützt werden, die es geschafft haben, ihren Weg zurück in die Unentbehrlichkeit zu finden.“
Am 13. Juni erklärte François Hollande, ehemaliger Präsident der Republik, dass er das neue Bündnis der Linken Parteien unterstütze, auch wenn er seine Unterstützung dann stoppen würde, wenn Jean-Luc Mélenchon Premierminister werden sollte.
Diese Kundgebung gilt angesichts der Feindseligkeiten des ehemaligen Präsidenten gegen La France insoumise als überraschend. Er rechtfertigte seine Unterstützung mit dem Wunsch, einen Sieg der extremen Rechten zu vermeiden.

### Die französische Regierung
Am 11. Juni 2024 verurteilte Premierminister Gabriel Attal bei einem Treffen mit den Abgeordneten der Präsidentengruppe das Bündnis der linken Parteien mit La France insoumise und zielte dabei insbesondere auf die Sozialistische Partei.

### Rechtsextreme Parteien
Als Reaktion auf die Verfassung der Nouveau Front populaire erklärte der Sprecher des Rassemblement National, Julien Odoul, am 10. Juni 2024 im BFM TV: „Ich denke manchmal an den großen Léon Blum, der sich im Grab umdrehen muss.“ Sein Gesprächspartner, Benjamin Duhamel, wies auf die Ironie der Situation hin, indem er sagte, er sei „nicht sicher, [...] ob der große Léon Blum [...] sich freuen würde, von einem Abgeordneten des Rassemblement National zitiert zu werden [...] einer Partei, die teilweise von SS-Angehörigen gegründet wurde“.